# Castell de Sant Romà d'Abella
El Castell de Sant Romà d'Abella és un antic castell medieval del poble i antic terme d'homònim, actualment dins del municipi d'Isona i Conca Dellà, al Pallars Jussà.
Com la majoria de castells i llocs de la Conca Dellà, el castell de Sant Romà d'Abella fou conquerit per Arnau Mir de Tost, a compte de comte d'Urgell. A principis del segle xii n'era senyor Guillem Guitard de Caboet, qui el deixà, en el seu testament, al seu fill Bernat (1110).
En el fogatjament del 1381 consta aquest castell amb dotze focs (uns seixanta habitants), tot i que devia incloure les cases de fora del recinte murat. Des del segle xv formà part de la baronia d'Abella.
Actualment en queda poca cosa. El fragment més significatiu és el que es coneix com la Torre del Baró. A l'entorn hi ha algunes restes més que són, sens dubte, part de les murades que des del castell encerclaven el poble.